# 광주체육중학교
광주체육중학교(光州體育中學校)는 대한민국 광주광역시 북구 운암동에 있는 공립 중학교이다.

## 학교 연혁
- 1983년 11월 23일 : 전남체육중학교 설립인가(6학급)
- 1984년 4월 30일 : 전남체육중학교 개교식
- 1989년 3월 1일 : 전남체육중학교와 전남체육고등학교 병설
- 1990년 3월 1일 : 광주체육중학교로 교명 변경
- 2016년 2월 5일 : 제30회 졸업식, 졸업생 총 1,787명(남 1,234명, 여 553명)
- 2022년 3월 1일 : 제22대 이준재 교장 취임

## 참고 자료
- 광주체육중학교 - 한국교육학술정보원 학교알리미